# Poinçon-lès-Larrey
Poinçon-lès-Larrey ist eine französische Gemeinde mit 193 Einwohnern (Stand: 1. Januar 2022) im Département Côte-d’Or in der Region Bourgogne-Franche-Comté. Die Gemeinde gehört zum Arrondissement Montbard und zum Kanton Châtillon-sur-Seine. 

## Geographie
Poinçon-lès-Larrey liegt etwa 76 Kilometer nordnordwestlich von Dijon und etwa 66 Kilometer ostnordöstlich von Auxerre. Umgeben wird Poinçon-lès-Larrey von den Nachbargemeinden Bouix im Norden und Nordosten, Cérilly im Osten und Südosten, Balot im Süden, Bissey-la-Pierre im Südwesten sowie Larrey im Westen und Nordwesten.

## Bevölkerungsentwicklung
| Jahr                       | 1962 | 1968 | 1975 | 1982 | 1990 | 1999 | 2006 | 2019 |
| Einwohner                  | 228  | 230  | 235  | 236  | 199  | 196  | 200  | 192  |
| Quellen: Cassini und INSEE |      |      |      |      |      |      |      |      |

## Verkehr

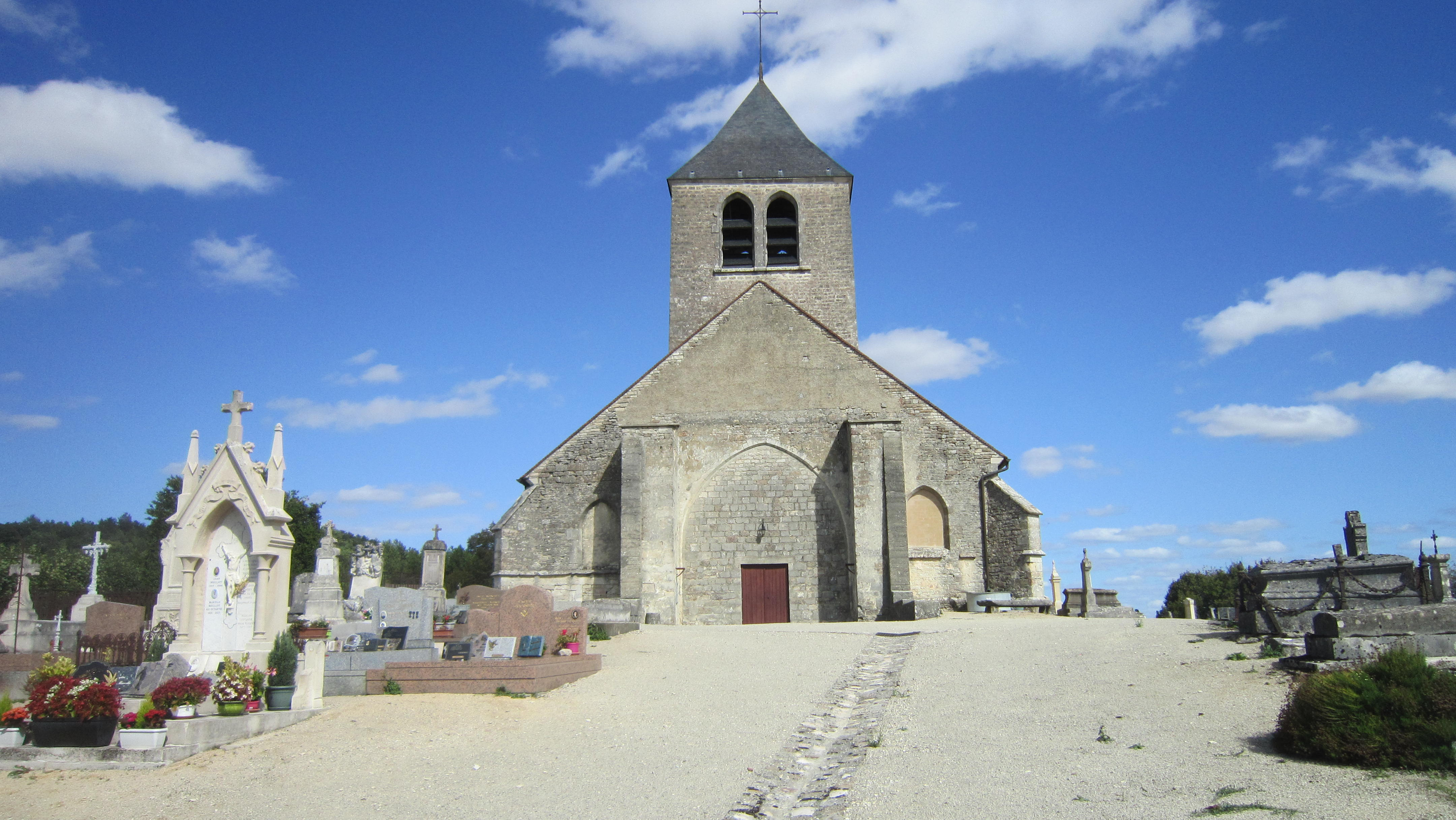
Kirche Saint-Germain

Auf dem Gemeindegebiet von Poinçon befand sich südlich der Ortslage ein Bahnhof der Bahnstrecke Nuits-sous-Ravières–Châtillon-sur-Seine. Die Strecke wird heute nur noch für den Güterverkehr genutzt.

## Sehenswürdigkeiten
- Kirche Saint-Germain-d'Auxerre, seit 1925 Monument historique

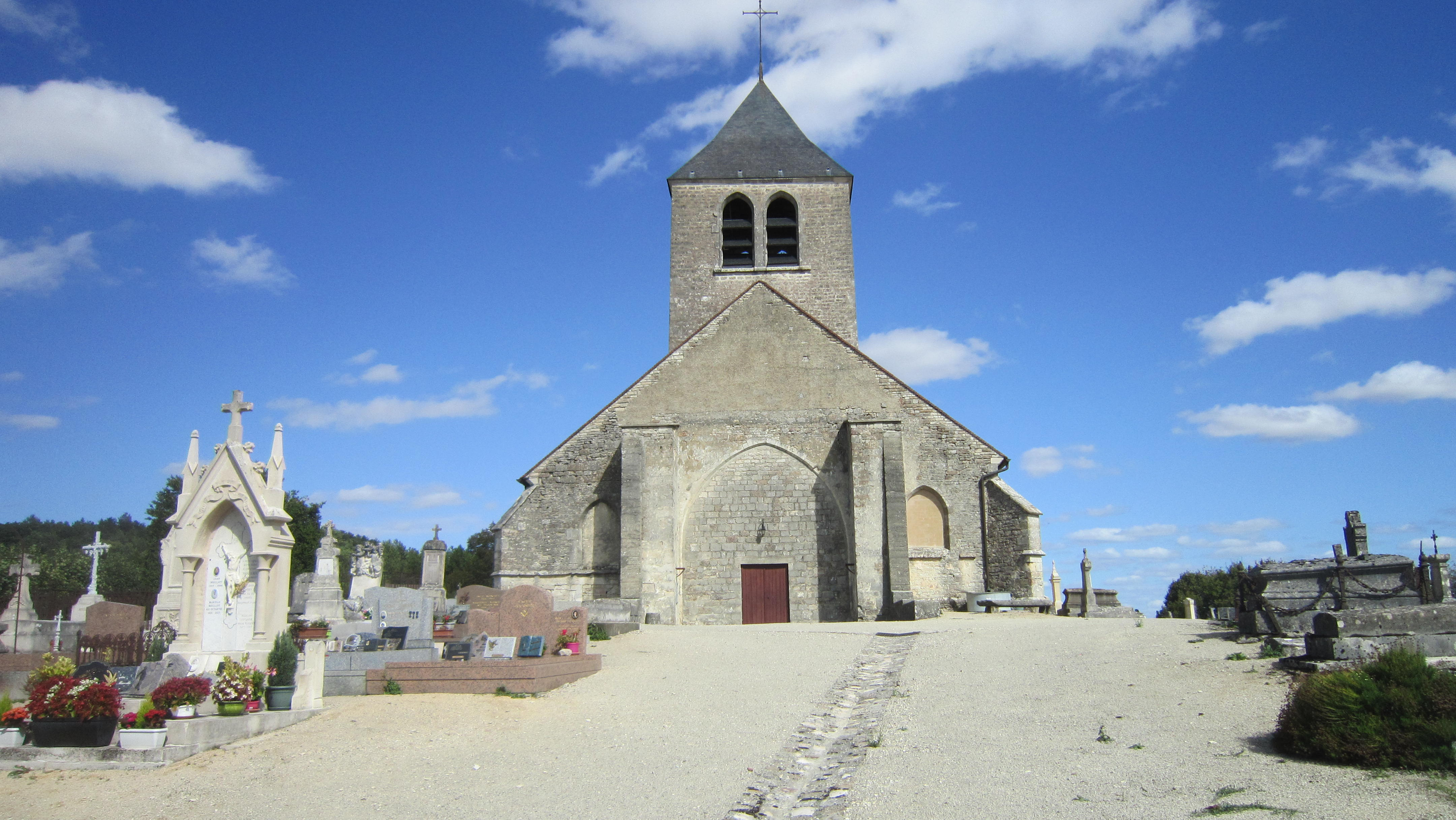
Kirche Saint-Germain